# Грицан Василь Іванович
Василь Іванович Грицан (нар. 10 серпня 1967, Яворів, Львівська область, УРСР) — радянський та російський футболіст українського походження, виступав на позиції захисника та півзахисника.

## Життєпис
Народився в містечку Яворів Львівської області. Вихованець місцевої ДЮСШ (перший тренер — З. Телегій) та львівських «Трудових резервів». Футбольну кар'єру розпочав у 1985 році у складі «Поділля» (Хмельницький), за яке провів 27 матчів. У 1986 році виступав в аматорському клубі «Зірка» (яворів). Сезон 1987 року розпочав у львівському ЛВВПУ (11 матчів, 1 гол), а завершив у «Поділлі», за яке відіграв 13 поєдинків. У 1988 році перебрався в «Океан» (Находка). 3 квітня 1992 року в виїзному матчі 2-го туру проти московського «Локомотива» дебютував за «Океан» в поєдинках вищої ліги.  За «Океан» грав до 1993 року, після чого до 1999 року залишився поза футболом. Останній матч на професійному рівні провів у 2001 році. У 2002 році був у заявці «Океану», однак на поле не виходив. Також у 2002 році виступав за аматорський клуб «Нафтовик» з смт Ноглики.